# Pèlops (metge)
Pèlops (en llatí Pelops, en grec antic Πέλοψ) era un metge d'Esmirna a Lídia que va viure al segle ii i es va fer cèlebre pel seu coneixement de l'anatomia humana.
Era deixeble de Numisià i va ser també un dels primers mestres de Galè, el qual va viatjar a Esmirna i va viure a casa seva per una temporada per poder assistir a les seves conferències i a les del filòsof platònic Albinos. Paule Egineta l'esmenta en relació al tractament del tètanus. Va escriure Ιπποκράτειαι Εἰσαγωγαί, Introductiones Hippocraticae, obra formada per almenys tres llibres, en el segon dels quals diu que el cervell era l'origen dels nervis, i també de les venes i les artèries, tot i que en una altra obra deia que les venes s'originaven al fetge, com la majoria d'anatomistes de l'època.